# Armando Merlitti
Armando Merlitti (Mosciano Sant'Angelo, 29 novembre 1968) è un ex cestista italiano, professionista in Italia.

## Carriera
Ha giocato per Pesaro, Pescara e Virtus Padova.